# French Lick
French Lick é uma cidade  localizada no estado americano de Indiana, no Condado de Orange. Cidade Natal do lendário jogador de Basquetebol Larry Bird.

## Demografia
Segundo o censo americano de 2000, a sua população era de 1941 habitantes.
Em 2006, foi estimada uma população de 1920, um decréscimo de 21 (-1.1%).

## Geografia
De acordo com o United States Census Bureau tem uma área de
4,2 km², dos quais 4,2 km² cobertos por terra e 0,0 km² cobertos por água. French Lick localiza-se a aproximadamente 170 m acima do nível do mar.

## Localidades na vizinhança
O diagrama seguinte representa as localidades num raio de 24 km ao redor de French Lick.